# هاجيمي كامو
هاجيمي كامو (باليابانية: 加茂 肇) (مواليد 4 ديسمبر 1967)، هو لاعب كرة قدم سابق كان يلعب كمدافع.